# Aeroporto de Birmingham
O Aeroporto de Birmingham (em inglês: Birmingham Airport) (IATA: BHX, ICAO: EGBB) é um aeroporto internacional na cidade de Bickenhill, e que serve principalmente à cidade de Birmingham, Inglaterra, Reino Unido, sendo o sétimo aeroporto mais movimentado do país.